# 李本 (永樂進士)
李本，河南延津人，明朝政治人物。
永樂二年（1404年），李本中甲申科三甲第三百四十八名進士。永樂四年十月，授兵科給事中。宣德七年（1432年）升任梧州府知府，遷瑞州府知府。